# Calyptranthes glazioviana
Calyptranthes glazioviana är en myrtenväxtart som beskrevs av Hjalmar Frederik Christian Kiaerskov. Calyptranthes glazioviana ingår i släktet Calyptranthes och familjen myrtenväxter. Inga underarter finns listade i Catalogue of Life.